# Xi1 Capricorni
Xi1 Capricorni (ξ1 Capricorni, förkortat Xi1 Cap, ξ1 Cap) som är stjärnans Bayerbeteckning, är en ensam stjärna belägen i den nordvästra delen av stjärnbilden Stenbocken. Den har en skenbar magnitud på 6,34 och är svagt synlig för blotta ögat där ljusföroreningar ej förekommer. Baserat på parallaxmätning inom Hipparcosuppdraget på ca 6,9 mas, beräknas den befinna sig på ett avstånd av ca 470 ljusår (ca 144 parsek) från solen.

## Egenskaper
Xi1 Capricorni är en orange till röd jättestjärna av spektralklass K0 III. Den har en massa som är ca 1,5 gånger större än solens massa och utsänder från dess fotosfär ca 89 gånger mera energi än solen vid en effektiv temperatur på ca 4 440 K.